# Dietmar Brehm
Pour les articles homonymes, voir Brehm.
Dietmar Brehm (né le 11 mars 1947  à Linz) est un peintre et réalisateur autrichien, professeur à l'université des Arts de Linz (Kunstuniversität Linz).

## Biographie
Dietmar Brehm commence en 1962 par des travaux de dessin, et y ajoute en 1968 l'impression graphique, l'eau-forte, la lithographie, la sérigraphie et les impressions à jet d'encre. De 1967 à 1972, Brehm étudie la peinture à l'école des arts de Linz. Plus tard, il devient professeur et enseigne à l'Université des Arts de Linz (Kunstuniversität Linz) dans le département de peinture et graphisme. C'est en 1974 que Brehm commence à travailler sur le film. Jusqu'en 1989, il crée 74 films Super-8, de 1990 à 2009 il crée 83 films en 16mm. Depuis 2006, il crée en outre plus de 25 travaux vidéo. Les films de Dietmar Brehm ont été montrés plus de 990 fois en Europe depuis 1977. On a pu les voir dans les émissions télévisées de l’ORF, 3Sat, le Kunstkanaal Amsterdam, Arte et d’autres chaînes de télévision européennes. Plusieurs de ses peintures sont aujourd'hui visibles dans les musées et bâtiments publics des villes de Linz, Graz, St. Pölten et Vienne. L’artiste fait partie de la MAERZ, une association d'artistes de Linz.
 

## Récompenses et distinctions
En tant que peintre et réalisateur, Dietmar Brehm a reçu plusieurs prix en Europe et aux États-Unis, dont le Talentförderpreis des Landes Oberösterreich en 1974, le Adolf-Schärf-Fonds-Z-Preis de Vienne en 1988, le Oberösterreichischen Landeskulturpreis für experimentellen Film en 1990 (prix pour films expérimentaux), le Award for best Surrealism – Humboldt International Film/Video Festival in Arcata aux États-Unis en 1996, tout comme le Paul Pierre Standifer Award for Cinematography – Cinematexas International Short Film Festival à Austin aux États-Unis en 2003.

## Travaux
Trois DVD de Dietmar Brehm sont parus, et ont tous été produits à Vienne.

### Film/Video
À côté de nombreuses démonstrations, participations à des festivals, présentations télévisuelles et rétrospectives en Autriche et à l'étranger, il y a eu depuis 1984 de nombreuses présentations de son travail et portraits télévisés.
Éditions DVD
- Dietmar Brehm. Black Garden.[1] The Murder Mystery / Blicklust / Party / Macumba / Korridor / Organics et BonustracK: Interview avec Dietmar Brehm 120 Minutes, Index-DVD-Edition / Sixpackfilm [2] #016, Vienne, 2006
- Recycling Film History[3] Found Footage Filme von Sabine Hiebler, Gerhard Ertl, Gustav Deutsch, Lisl Ponger, Sigfried A. Fruhauf, Mara Mattuschka, Thomas Draschan, Stella Friedrichs, Dietmar Brehm, Peter Tscherkassky, Martin Arnold. 123 Minutes. Der Österreichische Film #11, Edition Der Standard, Vienne, 2006
- Dietmar Brehm. Perfekt.[4] 9 Experimentalfilme 1976–2008. 92 Minutes, Der Österreichische Film #110, Edition Der Standard, Vienne, 2008

## Expositions
Le peintre et réalisateur Dietmar Brehm peut se vanter de plusieurs expositions individuelles, parmi lesquelles des expositions à Linz, Vienne, Graz, Steyr et Pasching. 
- 1988/1991/1994/1999 Galerie Ariadne, Vienne[5]
- 2008 Kunst Net Österreich [6] Galerie in der Schmiede
- 2009 Icon Galerie [7]
- 2009 Museum Nordico Linz [8]
- 2009 – „Linz Blick – Stadtbilder in der Kunst 1909-2009“, Lentos Kunstmuseum Linz [9]